# 청춘 (잡지)
《청춘(靑春)》은 일제 시대에 경성에서 청년을 대상으로 발간된 잡지로, 이른바 신문명 건설의 주제로써 젊은 세대를 겨냥해서 1914년 10월에 최남선이 창간했다.
《아이들보이》, 《붉은 저고리》 등 아동용 잡지와 분기하면서 창간된 《청춘》은 《소년》의 정신을 계승하면서도 《소년》의 일반적인 화자였던 15세 미만의 소년 이상으로 독자 대상을 이동시킨 잡지였다.
| “ | 우리는 여러분으로 더부러 배홈의 동무가 되려 합니다. 다 가치 배홉시다. 더욱 배호며 더 배홉시다. | ” |
|   | — 청춘 창간호 권두언, 1914년                                                                   |   |

1918년 8월 통권 15호를 끝으로 폐간되었다.